# Carl Gustaf Grönström
Carl Gustaf Grönström, född 1755, död 6 januari 1815 i Hedvig Eleonora församling, Stockholms stad, han var mellan 1774 och 1810 aktör och sångare vid Kungliga Operan och Dramaten i Stockholm. Han gifte sig 1786 med körsångaren Ulrika Smedberg.

## Roller
| År   | Roll                          | Produktion                     | Regi | Teater                  |
| ---- | ----------------------------- | ------------------------------ | ---- | ----------------------- |
| 1781 | Apollo                        | Alceste                        |      | Stora Bollhuset         |
| 1781 | En österlänning               | Roland                         |      | Stora Bollhuset         |
| 1783 | En Dianas präst               | Ifigenia på Tauris             |      | Stora Bollhuset         |
| 1786 | Officerare vid Kristians armé | Gustaf Wasa                    |      | Stora Bollhuset         |
| 1787 | Artemidore                    | Armide                         |      | Stora Bollhuset         |
| 1787 | Masino                        | Giannina e Bernardone          |      | Stora Bollhuset         |
| 1787 | En anförare                   | Electra                        |      | Gustavianska operahuset |
| 1788 | En härold                     | Gustaf Adolf och Ebba Brahe    |      | Gustavianska operahuset |
| 1793 | Birger Folkvider              | Folke Birgersson till Ringstad |      | Gustavianska operahuset |
| 1796 | Osmin                         | Caravanen                      |      | Gustavianska operahuset |
| 1803 | En fjärdingsman               | Torparen                       |      | Arsenalsteatern         |